# 11763 Deslandres
11763 Deslandres eller 6303 P-L är en asteroid i huvudbältet som upptäcktes den 24 september 1960 av den nederländsk-amerikanske astronomen Tom Gehrels och det nederländska astronomparet Ingrid van Houten-Groeneveld och Cornelis Johannes van Houten vid Palomarobservatoriet. Den är uppkallad efter den franske astronomen och fysikern Henri Deslandres.
Den tillhör asteroidgruppen Koronis.